# Lorieta Lingaard-Seenanan
Lorieta Lingaard-Seenanan is de eerste inheemse vrouwelijke districtscommissaris van Suriname. Van 2011 tot 2012 had ze het bestuur over het ressort Kabalebo.

## Biografie
Lingaard was rond 2005 voorzitter van de grondenrechtencommissie. Zij is lid van de Nationale Democratische Partij (NDP).
Ze is afkomstig uit West-Suriname, waar rond mei/juni 2011 een machtsstrijd was losgebroken rond het bestuur van de dorpen Apoera, Washabo en Section. Kapiteins van de dorpen stelden dat het idee van één hoofdkapitein voor de drie dorpen ooit was verlaten, om verdeeldheid te voorkomen. Daar tegenover stond een actiegroep onder leiding van onder meer Julius Lingaard die pleitte om het bestuur samen te voegen. President Desi Bouterse besloot begin juli de leiding voor alle drie dorpen onder een enkele hoofdkapitein terug te brengen. Tijdens verkiezingen op 16 juli viel de keuze op Jeffrey Armaketo, een zoon van Lorieta Lingaard. Negen dagen na de verkiezingen dreigde de situatie in West-Suriname zodanig uit te hand te lopen, dat de Vereniging Inheemse Dorpshoofden Suriname (VIDS) besloot in te grijpen en de situatie van drie kapiteins te herstellen. In deze constellatie werd Lorieta Lingaard op 17 augustus 2011 door president Bouterse beëdigd als districtscommissaris (dc) van Kabalebo, het bestuursressort waartoe de dorpen behoren. Bouterse bleef aanvankelijk bij zijn besluit om haar zoon te handhaven als hoofdkapitein van alle drie dorpen.
Bij elkaar bleef de situatie gedurende een jaar voortbestaan, waarin VIDS protest aantekende bij de regering tegen de vooruitgeschoven NDP'ers. De Lingaard-familie werd beticht gemeenschapsgoederen voor eigen bate te gebruiken en schoof naast moeder en zoon ook nog andere familieleden naar voren. In april 2012 vertrok dc-deken Roline Samsoedien naar Apoera om Lingaard bij te staan. Vervolgens kwam er een referendum in juni 2012 waarin de bevolking koos voor drie kapiteins voor de dorpen. Armaketo stelde zich later die maand verkiesbaar als kapitein voor Apoera, maar werd weggestemd. Niet lang daarna maakte de secretaris van de president, Stanley Betterson, bekend dat ook Lorieta Lingaard niet langer gehandhaafd werd als dc.